# Алібі (фільм, 1929)
«Алібі» (англ. Alibi) — чорно-білий художній фільм, кримінальний трилер режисера Роланда Веста, що вийшов в 1929 році. У головних ролях задіяні Честер Морріс і Мей Буш. Екранізація бродвейської п'єси «Дубинка поліцейського» (1927).
Фільм номінувався на три статуетки премії «Оскар»: «Найкращий фільм», «Найкраща чоловіча роль» (Честер Морріс) і «Найкраща робота художника-постановника» (Вільям Кемерон Мензіес).

## Сюжет
Гангстер Чік Вільямс, який щойно вийшов з в'язниці, збирає разом старий склад своєї банди. Він стає головним підозрюваним, коли під час пограбування його банда вбиває поліцейського. Для забезпечення алібі Вільямс використовує дочку поліцейського — Джоан. Капітан поліції Бак Бечмен, закоханий в Джоан, разом з її батьком намагаються вивести Вільямса на чисту воду. Для цього вони використовують різноманітний арсенал засобів, включаючи роботу під прикриттям.

## У ролях
- Честер Морріс — Чік Вільямс
- Гаррі Стаббс — Бак Бечмен
- Мей Буш — Дейзі Томас
- Елеанор Гріффіт — Джоан Меннінг
- Режіс Тумі — Денніс МакГанн
- Пернелл Претт — сержант Піт Меннінг
- Ірма Гаррісон — Тутс
- Елмер Баллард — М'який Мелоун / водій

## Цензура
Відразу після виходу, в 1929 році, фільм був заборонений до показу в Чикаго поліцейським суперінтендантом (шерифом міста) з обґрунтуванням: «Дії поліції у стрічці показані як грубі й відразливі, що провокують виникнення в суспільстві негативного образу поліцейського. Сцени пограбування і вбивства поліцейського й агента аморальні, кримінальні та аморальні, це ж стосується сцен жорстокого допиту і самої ідеї, що злочинці можуть використовувати дочку поліцейського для забезпечення власного алібі»
Дистриб'ютори негайно оскаржили це рішення в суді округу Кук, і суддя Гаррі Фішер, подивившись картину, скасував заборону суперінтенданта. Після цього Комісія з цензури Чикаго подала апеляцію до Верховного суду Іллінойсу, який скасував рішення окружного судді. Фільм на довгий час був заборонений до показу в Іллінойсі.